# 三上夕希
三上 夕希（みかみ ゆうき、1967年1月28日 - ）は、日本のAV女優。

## 略歴
2004年頃にAVデビュー

## 出演作品

### アダルトビデオ
2005年
- 熟女の事情 2　（4月28日、ルビー）…オムニバス作品
- 熟女繁情記 仏具屋の女房 三上夕希38歳　（5月11日、グローバルメディアエンタテインメント）
- ノンリアクション・エクスタシー　（5月19日、ヒビノ）
- 四畳半襖の下張り　（5月25日、ルビー）…オムニバス作品
- 母子相姦遊戯 踊り子の母　（7月6日、グローバルメディアエンタテインメント）
- 女管理人中出し　（7月15日、タカラ映像）
- セレブたちのダンシングナイト PART 2　（7月15日、フォーエバー）
- 新・母子相姦 母と息子の近親相姦　（8月12日、ルビー）
- 超高級熟女研究所 VOL.2　（9月8日、SODクリエイト）…オムニバス作品
- 近親相姦シリーズ 母に汚された息子　（9月15日、ドリームステージエンタテインメント）
- 背徳愉悦 近親相姦　（9月22日、桃太郎映像出版）…オムニバス作品
- 未亡人中出し　（10月5日、ドリームステージエンタテインメント）
- すけべぇ義父の嫁いぢり 15　（10月14日、東京音光）
- 先生、息子のチ●ポを愛した私に罰を　（11月24日、レイディックス）
- 奥さん、夫が開発した大人のオモチャを試させて下さい Part.2　（12月4日、ヒビノ）
- 近親相姦 墜ちていく卑猥な母と息子　（12月15日、フォーエバー）

2006年
- ボディコン熟女レズ 4 くノ一女陰絵巻　（1月20日、アリスJAPAN）
- 極道に惚れた女たち　（1月25日、マドンナ）
- シワまでくっきり美熟女FILE　（1月28日、ルビー）
- 和服熟女 中出し　（2月18日、ラハイナ東海）
- 満足していない人妻たち 第二章 夫のSEXが下手なので私…他の男に抱かれに来ました。　（3月10日、隼エージェンシー）…オムニバス作品
- レイプ現場 8 ザーメンで汚された6人の女教師　（4月10日、隼エージェンシー）…オムニバス作品
- オナニスト 第十三章　（4月10日、隼エージェンシー）…オムニバス作品
- 長身デカ熟女と巨乳圧迫熟女の真性マゾ男サンドウィッチ　（5月10日、映天）
- 人妻の情事4 夫以外の男に中出しされた妻たち　（5月12日、隼エージェンシー）…オムニバス作品
- 美熟女ソープ天国 5　（5月19日、アリスJAPAN）
- 人妻争奪Wデート PART-5　（7月13日、グローリークエスト）
- 集団痴女 ～セレブな人妻たちの暇ツブし～　（7月21日、シャイ企画）
- 人妻の履歴書 萌えあがる10人の人妻たち　（9月10日、隼エージェンシー）…オムニバス作品
- 集団熟痴女 人妻6人肉林編　（9月13日、溜池ゴロー）
- 豪欲麗夫人　（12月13日、溜池ゴロー）

2007年
- 巨女の肉うもれ満尻 6　（7月4日、AVS）